# Grand chancelier de Lituanie
Pour les articles homonymes, voir Grand chancelier.

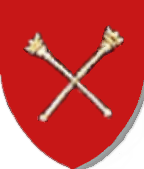
Les armes du chancelier de la République des Deux Nations

Le grand chancelier de Lituanie (en polonais : kanclerz wielki litewski)  est un des plus hauts dignitaires du grand-duché de Lituanie du début du XIIe siècle à 1569, puis de la république des Deux Nations (royaume de Pologne et grand-duché de Lituanie unis par le traité de Lublin) jusqu'à sa disparition en 1795.
Un poste similaire existe dans le royaume de Pologne, le grand chancelier de Pologne ou grand chancelier de la Couronne. L'ordre de préséance au Sénat place le grand chancelier de Pologne avant le grand chancelier de Lituanie.
Il existe aussi des vice-chanceliers de Lituanie.

## Le rôle du grand chancelier de Lituanie
Il est en principe identique à celui du grand chancelier de Pologne.

## Liste des grands chanceliers de Lituanie
- Michał Kieżgajło (pl) (1466–1477)
- Olechno Sudymuntowicz (pl) (1477–1492)
- Nicolas Radziwiłł (1492–1507)
- Nicolas II Radziwiłł (1507–1522)
- Olbracht Gasztołd (pl) (1522–1539)
- Jan Hlebowicz (pl) (1546–1549)
- Mikołaj Radziwiłł Czarny (1550–1565)
- Nicolas Radziwiłł Le Rouge (1566–1579)
- Ostafi Wołłowicz (pl) (1579–1587)
- Lew Sapieha (1587–1623)
- Albrycht Stanisław Radziwiłł (1623–1658)
- Krzysztof Zygmunt Pac (pl) (1658–1684)
- Marcjan Aleksander Ogiński (pl) (1684–1690)
- Dominique Nicolas Radziwiłł (1690–1698)
- Karol Stanisław Radziwiłł (1698–1720)
- Michał Serwacy Wiśniowiecki (1720–1735)
- Jan Fryderyk Sapieha (1735–1752)
- Michał Fryderyk Czartoryski (1752–1775)
- Aleksander Michał Sapieha (1775–1792)

## Sources
- (pl) Cet article est partiellement ou en totalité issu de l’article de Wikipédia en polonais intitulé « Kanclerz wielki litewski » (voir la liste des auteurs).